# Île Pléneau
L'île Pléneau est une île de 1,5 km de long, située au sud-ouest de l'île Booth dans l'archipel Wilhelm au large de la péninsule Antarctique. Découverte par la première expédition française en Antarctique conduite par Jean-Baptiste Charcot, qui s'est déroulée du 31 août 1903 au 4 mars 1905, celui-ci l'a nommé en l'honneur de Paul Pléneau, photographe de l'expédition.